# 282
Năm 282 là một năm trong lịch Julius. 